# 約翰·麥卡倫
約翰·“約翰尼”·麥卡倫（英語：John D.M. McCallum，1883年9月2日—1967年1月14日），是已故北愛爾蘭男子羽球運動員。
約翰·麥卡倫曾經在1927年的威爾斯羽球國際賽、1929年的愛爾蘭羽球公開賽和1933年的荷蘭羽球公開賽上贏得男子雙打冠軍。1961年至1963年，他擔任國際羽球總會（IBF）主席。